# Drosia
Drosia (griechisch Δροσιά (f. sg.)), auch Drossia, ist eine Stadt im Regionalbezirk Ostattika der Region Attika in Griechenland. Drosia wurde 1950 als Landgemeinde (kinotita) anerkannt und 2006 zur Stadtgemeinde (dimos) erhoben. Zum 1. Januar wurde Drosia in die Gemeinde Dionysos eingemeindet, wo es seither einen von sieben Gemeindebezirken bildet.

## Einwohnerentwicklung
| Einwohnerentwicklung | Einwohnerentwicklung | Einwohnerentwicklung | Einwohnerentwicklung | Einwohnerentwicklung |
| Jahr                 | Einwohner            | Bevölkerungsdichte   | Änderung absolut     | Änderung relativ     |
| -------------------- | -------------------- | -------------------- | -------------------- | -------------------- |
| 1981                 | 1.403                | —                    | —                    | —                    |
| 1991                 | 3.026                | —                    | + 1.623              | + 115,68 %           |
| 2001                 | 5.865                | 2.265 Ew./km²        | + 2.839              | + 93,82 %            |
| 2011                 | 7.186                | 3.265 Ew./km²        | + 1.321              | + 22,52 %            |